# Мюллер, Пауль Генрих Теодор
Пауль Генрих Теодор Мюллер (нем. Paul Heinrich Theodor Müller; 31 января 1896, Киль, Германская империя — после января 1945) — оберштурмфюрер СС, шуцхафтлагерфюрер концлагеря Освенцим.

## Биография
Пауль Генрих Теодор Мюллер родился 31 января 1896 года в Киле. По профессии был торговым служащим. После прихода нацистов к власти в октябре 1933 года присоединился к СС (№ 179667). 1 мая 1937 года вступил в НСДАП (билет № 4486232). С 1939 года служил в отделе управления в концлагере Заксенхаузен, а с 1940 года — в концлагере Флоссенбюрг.
В апреле 1942 года был откомандирован в концлагерь Освенцим, где до июня 1942 года был начальником 1-й охранной роты. С июля 1942 по октябрь 1943 года возглавлял 2-ю охранную роту в основном лагере и был шуцхафтлагерфюрером в женском лагере. Там он сотрудничал со старшей надзирательницей Йоханной Лангефельд, с октября 1942 года — с Марией Мандель. В августе 1943 года в качестве шуцхафтлагерфюрера был заменён Францем Хёсслером. В ноябре 1943 года стал начальником 1-й и 2-й охранной роты в лагере Моновиц, которые также отвечали за охрану сублагерей Голлешау и Явишовиц. 30 января 1944 года ему был присвоен Крест «За военные заслуги» 2-го класса с мечами. В сентябре 1944 года возглавил недавно созданный сублагерь близ Нойштадта, прядильную фабрику, на которой 400 женщин должны были выполнять принудительные работы. Мюллер был эвакуирован из Освенцима в январе 1945 года, после чего его следы затерялись. В 1953 году окружной суд Хоэнлимбурга объявил его умершим.